# Vajai telepesek
Az 1936. évi XXVII. törvénycikk ún. állami telepítési akciója nyomán, melynek célja a Dunántúlon élő sváb lakosság számának ellensúlyozása volt, az 1930-as évek végén több száz vajai református férfi, nő, és gyermek kelt útra, hogy új otthonra leljen a Baranya vármegyei Magyarbóly településen:
A telepítési akció szervezése során figyeltek fel Vaja településre is, ahol a sokgyerekes családok miatt igen nagy volt a népsűrűség, és az átlagos birtoknagyság igen csekély; fél, illetve két és fél hold között mozgott, melyből a családok igen nehezen tudtak csak megélni, emellett még napszámos, feles, harmados munkát kellett vállalniuk.
A sikeres toborzásra, melyet a református egyház is támogatott, szép számmal jelentkeztek a lakosság közül, akik vállalták az áttelepülést a Baranya vármegyei Magyarbólyba:
Összesen 524 fő jelentkezett, ebből 92 férfi, 86 asszony és 346 családtag volt, mely jelezte, hogy 1939 májusáig elköltözne.
Az állami telepítési akció keretében az első csoport, 24 család  1939. november 21-én kelt útra ingóságaival, hogy a részükre épített házakat lakható állapotba hozzák, előkészítsék a terepet az utánuk érkezőknek, megállapodva abban, hogy a többiek két héten belül követik őket. Ők november 23-án érkeztek meg új otthonukba. A második csoport egy hónap múlva, december 29-én indult útnak, s másnap érkezett meg Magyarbólyba.
A házak végül csak 1940 júniusára készültek el teljesen, többségében egy- vagy kétszobás kivitelben mindössze három házat építettek háromszobásnak. 
A házakhoz 800 négyszögöles telek, sertés- és baromfiól, istálló, kukoricagóré, sütő kemence, kút és árnyékszék is tartozott.
A telepesek 80 iskolásgyerekkel érkeztek, a településen később részükre kéttantermes iskola is épült. Beilleszkedésük megkönnyítésére egyik tanítójuk: István András is az áttelepülők között volt.
A kitelepülők búcsúztatásánál az egész falu apraja-nagyja ott volt. A szívhezszóló búcsúbeszédet a falu jegyzője, a korábban nagy tiszteletnek örvendett református lelkész fia, Molnár József mondta el a nagy útra indulóknak.
A vajai református gyülekezet az útrakelt telepeseknek a református egyházközösség ottani megteremtéséhez segítségképpen az anyaegyház tárgyai közül egy rózsaszín selyem úrasztali terítőt, úrvacsorai kelyhet és az egyház költségén beszerzendő ezüsttálkát ajándékozott.
A Magyarbólyba telepedett vajai református közösség temploma 1943 és 1993 között épült fel.
A Vajáról Magyarbólyba áttelepültek családfőinek nevei: Angyal Sándor, Czirják András, Fehér Bálint, Hódi András, Hódi Gyula, Hódi Péter, Imre Albert, István András, Kapi András, Kapi Bálint, Kiss György, Kiss Gyula, Kun Bertalan, Kun Sándor, Munkácsi József, Nyavádi András, Orosz Gábor, id, Paczári Bertalan, ifj. ertalan, Paczári Miklós, Paczári Péter, Puskás András, Révész Sándor, id. Sipos Károly, ifj. Sipos Károly, Sólyom Bálint, Sólyom György, Soós Miklós, Takács Lajos, Id. Takács Péter, ifj. Takács Péter, Tamási József, Tisza Kálmán, Tisza Péter, Tornai Gusztáv, Tornay József, id. Varró András, ifj. Varró András.